# Bill Phelps

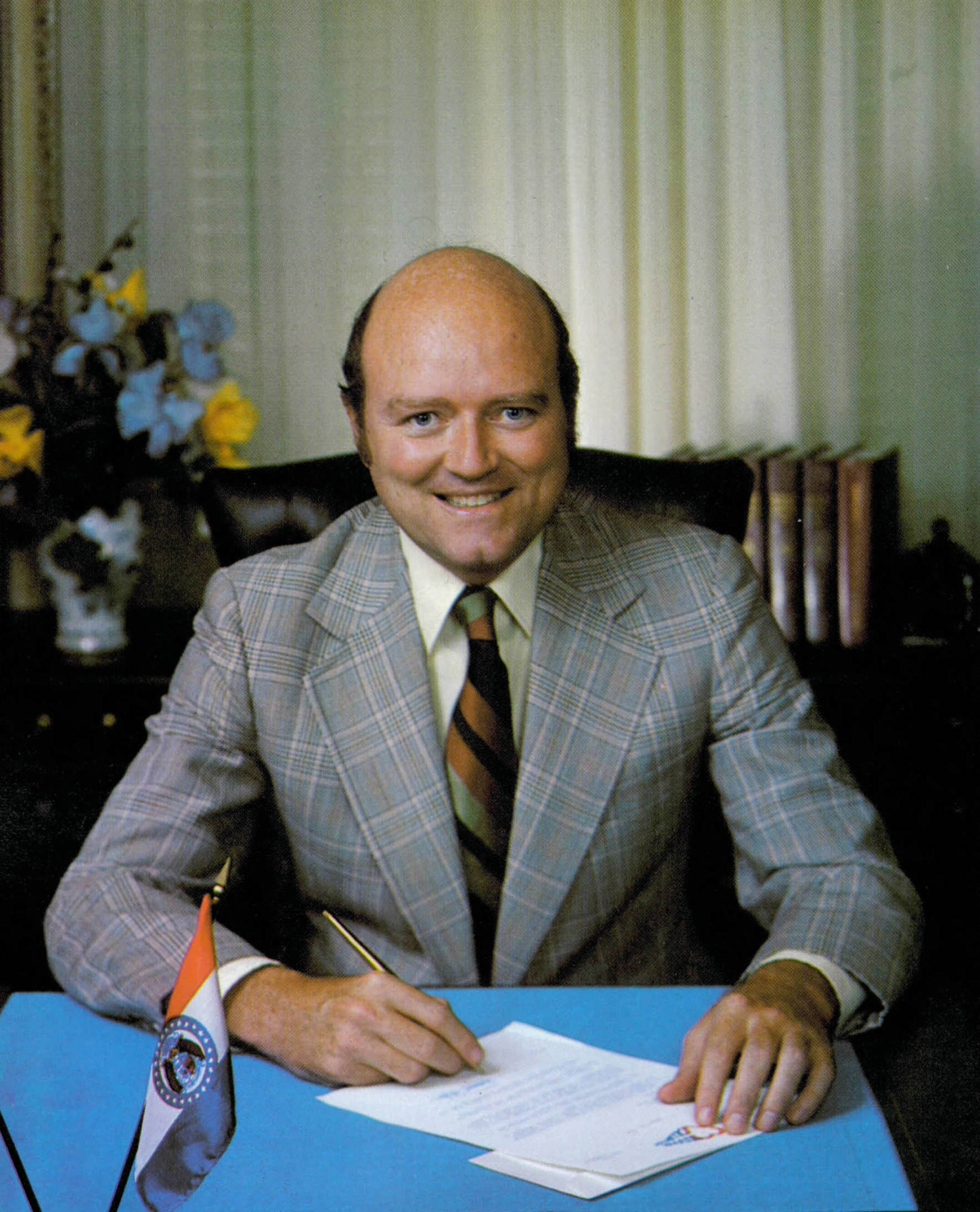
Bill Phelps (1975)

William C. „Bill“ Phelps (* 5. April 1934 in Nevada, Vernon County, Missouri; † 19. März 2019 in Houston, Texas) war ein US-amerikanischer Politiker. Zwischen 1973 und 1981 war er Vizegouverneur des Bundesstaates Missouri.

## Werdegang
Bill Phelps studierte bis 1956 an der University of Missouri in Columbia Wirtschaftslehre. Nach einem anschließenden Jurastudium an derselben Universität und seiner 1959 erfolgten Zulassung als Rechtsanwalt begann er in einer Kanzlei in Kansas City zu arbeiten. Gleichzeitig schlug er als Mitglied der Republikanischen Partei eine politische Laufbahn ein. Zwischen 1960 und 1972 saß er als Abgeordneter im Repräsentantenhaus von Missouri.
1972 wurde Phelps an der Seite von Kit Bond zum Vizegouverneur von Missouri gewählt. Dieses Amt bekleidete er nach einer Wiederwahl zwischen dem 8. Januar 1973 und dem 12. Januar 1981. Dabei war er Stellvertreter des Gouverneurs und Vorsitzender des Staatssenats. Seit 1977 diente er unter dem neuen Gouverneur Joseph P. Teasdale. Phelps war der erste Vollzeit-Vizegouverneur seines Staates und Mitglied einer Kommission zur Reformierung der Staatsverwaltung.
Im Jahr 1980 scheiterte Bill Phelps in den Gouverneursvorwahlen seiner Partei; 1996 schlug eine Kandidatur für das US-Repräsentantenhaus fehl. Danach war er Sprecher der Vereinigung Americans for Fair Tax, die sich für eine Abschaffung der Einkommensteuer zu Gunsten einer bundesweiten Umsatzsteuer einsetzte.